# 가와사키촌 (이와테현)
가와사키촌(川崎村)은 원래 이와테현 히가시이와이군에 있었던 촌으로 2005년 9월 20일에 
구 이치노세키시, 하나이즈미정 다이토정, 센마야정, 히가시야마정, 무로네촌이 합병되어 새로운 이치노세키시가 형성되었다.

## 연혁
- 1889년 4월 1일 - 정촌제 시행으로. 우스기누메 촌, 간자키 촌이 성립하였다
- 1956년 9월 30일 - 우스기누메 촌과 간자키 촌이 합병해 히가시이와이 군 가와사키 촌이 되었다.
- 2005년 9월 20일 - 가와사키 촌과 구·이치노세키 시, 니시이와이 군 하나이즈미 정, 히가시이와이군 다이토 정, 센마야 정, 가시야마 정, 무로네촌과 합병해, 새로운 이치노세키시가 되었다.

## 교통

### 철도
- 동일본 여객철도
  - 오후나토 선

### 도로
- 국도 284호선